# Remicourt (Vosgi)
Remicourt è un comune francese di 78 abitanti situato nel dipartimento dei Vosgi nella regione del Grand Est.

## Società

### Evoluzione demografica
Abitanti censiti